# Громов, Владимир Леонидович
Владимир Леонидович Громов (Пустой шаблон {{ВД-Преамбула}} ) — советский хоккеист, защитник.

## Биография
Воспитанник новосибирской «Сибири», играл за команду в сезонах 1969/70 — 1980/81. В высшей лиге провёл три сезона (1969/70 — 1970/71, 1975/76), сыграл 68 матчей. В сезонах 1981/82 — 1986/87 выступал во второй лиге за «Машиностроитель» Новосибирск.